# اجوود، کالیفرنیا
اجوود (به انگلیسی: Edgewood) یک منطقهٔ مسکونی در ایالات متحده آمریکا است که در شهرستان سیسکیو، کالیفرنیا واقع شده‌است. اجوود ۲٫۶۴۴ کیلومتر مربع مساحت و ۴۳ نفر جمعیت دارد و ۹۰۱ متر بالاتر از سطح دریا واقع شده‌است.